# Wie een varken is, moet in het kot
Wie een varken is, moet in het kot of Dronkaard in het varkenskot geduwd is een schilderij van Pieter Bruegel de Oude uit 1557. Het werkje, op de onderkant van een bord geschilderd, behoort tot een privéverzameling.

## Voorstellingen

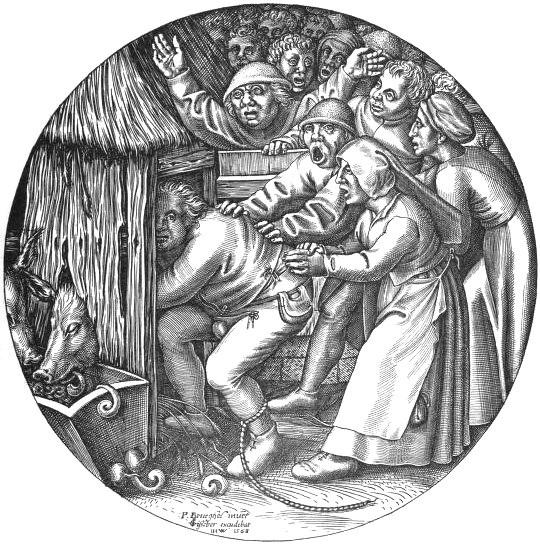
Gravure van Wierix naar Bruegel (1568)

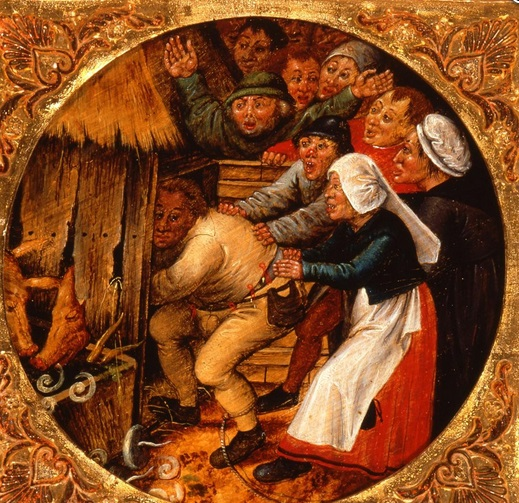
Kopie door Pieter Brueghel de Jonge

Het schilderij toont hoe een vrouw en een man een corpulent heerschap tegen zijn wil naar binnen duwen in een gebouwtje met een rieten dak, herkenbaar als een varkensstal aan het varken dat zijn kop door een gat heeft gestoken om uit de trog te eten. De man heeft een platte beurs en het stuk koord aan zijn enkel. Doorgaans wordt het tafereel uitgelegd als het straffen van iemand die zich te buiten is gegaan aan uitspattingen. De rapen in de trog zouden dan te begrijpen zijn als afrodisiaca, een toespeling op het losbandig gedrag van de protagonist. Verzen op een prent uit 1568 (zie verder) geven echter een heel andere duiding: de wereld misprijst de armen en laat ze als varkens leven, maar dit lot kan morgen ook dat van de kijker zijn.

## Context
Beschilderde borden waren populair in de Spaanse Nederlanden, zodanig zelfs dat de teljoorschilders aan het einde van de 16e eeuw een aparte vermelding hadden in de registers van de Antwerpse Sint-Lucasgilde. Waarschijnlijk waren het uitgelezen conversatiestukken. De beschildering gebeurde aan de onderkant van het bord, maar dan nog wordt vermoed dat de mooiste stukken enkel gebruikt werden als decoratieve uitzet. Van Bruegels hand is een fraaie reeks bewaard met Twaalf spreekwoorden, te zien in het Museum Mayer van den Bergh. In het geval van het Varkenskot is de rest van de serie waarschijnlijk verloren. Het cirkelvormig paneel (tondo) is gemaakt van walnoot. Mogelijk valt dit in verband te brengen met regels van het houtbewerkersambacht die het gebruik van eik verboden.

## Navolging
In 1568 sneed Jan Wierix een gravure die, ondanks verschillen in gezichten, haar en kledij, duidelijk naar het werk van Bruegel is gemaakt. Hij voegde zijn monogram IHW toe, de datum en de aanduiding P. Brueghel inuet. Op de eerste staat van de niet al te beste gravure staan de volgende verzen:
Als al die weerelt seyt arm bloet bespot
Soo moet ghy als een vercken toch nu int cot
Moet ick dan int cot, als een vercken mispresen
Ist avont mijnen dach, tmach morghen uwen wesen
Vermoedelijk na de dood van Wierix publiceerde Visscher een rechthoekige versie van de prent, waarop een kerkje is bijgetekend. Na de titel T'Varken / moet / in t'schot volgen twee disticha waarin sprake is van dronkenschap en hoerloperij:
Die haer goet als droncken Swynen
Brengen door in Venus Kott
Moeten nae elendich quynen
Eyndelyck int Varckensschott.
De compositie van Bruegel was lange tijd alleen bekend zijn door deze prenten, die het onderwerp zijn geweest van verschillende edities, en door kopieën uit de studio of de entourage van Pieter Brueghel de Jonge. Eén ervan, gemaakt na 1616, wordt nu bewaard in het museum van Bamberg.

## Herkomst en toeschrijving
De inventaris van het eigendom van de schilder Gillis van Coninxloo, die stierf in 1606, vermeldt "een stuck waert varcken in 't cot moet". Was het een kopie door de jonge Brueghel of een origineel? De laatste hypothese lijkt in tegenspraak met het feit dat de inventaris het schilderij niet aan Bruegel toeschrijft, in tegenstelling tot vier andere van de genoemde werken. In 1967 noemt Piero Bianconi's catalogus Bruegels schilderij als een verloren werk, overeenkomstig een hypothese vooropgesteld door Georges Hulin de Loo.
Het originele Wie een varken is, moet in het kot behoorde in de 19e en 20e eeuw tot de collectie van de Herkenbosche familie Van der Renne en nadien van de Brugse familie Van Outryve d'Ydewalle. Een erfgenaam die het schilderij vanaf 1966 in bezit had, deponeerde het in 1975 in het Museum Mayer van den Bergh. Curator Josef de Coo publiceerde dat jaar een eerste beschrijving in de vakliteratuur, waarin hij zonder zekerheid voorstelde om het toe te schrijven aan Bruegel.
In 1998 werd het schilderij in Louvain-la-Neuve bestudeerd door Roger van Schoute en Hélène Verougstraete. Door infraroodreflectografie ontdekten deze experts een fragmentarische signatuur BRVEG en een datum M.D.L.VII. De ondertekening bleek af te wijken van het eindresultaat, wat aantoont dat het een originele compositie is en geen kopie. Volgens Van Schoute en Verougstraete zouden de hoofden van de personages op de achtergrond op een onbekende datum geretoucheerd zijn, waarbij de Wierix-gravure als model diende.
Op basis van hun ontdekkingen bevestigden Van Schoute en Verougstraete in 2000 de toeschrijving als een autograaf werk van Bruegel. Deze status wordt nu door de meeste specialisten erkend, hoewel Roger Marijnissen er de voorkeur aan gaf voorzichtig te blijven. In zijn oeuvreoverzicht schreef Manfred Sellink dat de toeschrijving aan Bruegel wordt versterkt door stilistische, technische en thematische overeenkomsten met de Twaalf Vlaamse spreekwoorden.
Na te zijn tentoongesteld in de National Gallery te Londen, werd het schilderij op 10 juli 2002 door Christie's geveild. Een koper uit New York betaalde £ 3.306.650. In 2015-2016 werd het opnieuw gepresenteerd aan het publiek als onderdeel van de Van Bosch tot Bruegel-tentoonstelling in het Museum Boijmans Van Beuningen te Rotterdam. Tussen oktober 2018 en januari 2019 werd het uitgeleend aan het Weense Museum voor Kunstgeschiedenis als onderdeel van een grote Bruegelretrospectieve.